# William Yorzik
William Yorzik (Estados Unidos, 29 de mayo de 1933-2 de septiembre de 2020) fue un nadador estadounidense especializado en pruebas de estilo mariposa, donde fue campeón olímpico en 1956 en los 200 metros.

## Carrera deportiva
En los Juegos Olímpicos de Melbourne 1956 ganó la medalla de oro en los 200 metros estilo mariposa, con un tiempo de 2:19.3 segundos, por delante del japonés Takashi Ishimoto y del húngaro György Tumpek.
Y en los Juegos Panamericanos de Ciudad de México de 1955 ganó el oro en los relevos de 4x200 metros estilo libre, y el bronce en los 200 metros mariposa.